# I Can
Az I Can egy popdal, mely az Egyesült Királyságot képviselte a 2011-es Eurovíziós Dalfesztiválon. A dalt a Blue – Lee Ryan, Simon Webbe, Duncan James és Antony Costa – adta elő.
2011. január 29-én jelentette be a BBC belső zsűrije, hogy őket választották erre a feladatra. Ez egyben azt is jelenti, hogy az Egyesült Királyság első alkalommal nem rendezett nemzeti döntőt 1957-es debütálása óta. A dalt először március 11-én mutatták be Graham Norton, a dalfesztivál brit kommentátorának televíziós műsorában.
Az Öt Nagy ország tagjaként az Egyesült Királyság indulója automatikusan döntős, így nem kellett részt vennie az elődöntőkben. A május 14-i döntőben a fellépési sorrendben tizennegyedikként adták elő, a svájci Anna Rossinelli In Love for a While című dala után és a moldáv Zdob și Zdub So Lucky című dala előtt. A szavazás során 100 pontot szerzett – pontosan tízszer annyit, mint az előző évben, amikor utolsók lettek – egy országtól, Bulgáriától begyűjtve a maximális 12 pontot. Ez a tizenegyedik helyet jelentette a huszonöt fős mezőnyben.

## Slágerlistás helyezések
| Slágerlisták (2011) | Lh.* |
| ------------------- | ---- |
| Ausztria            | 8    |
| Belgium (Flandria)  | 29   |
| Belgium (Vallónia)  | 50   |
| Egyesült Királyság  | 16   |
| Írország            | 34   |
| Svájc               | 8    |

*Lh. = Legjobb helyezés.